# 扎法爾·米爾扎
扎法爾·米爾扎醫生，全名扎法魯拉·米爾扎，是一位巴基斯坦政治家，曾担任巴基斯坦总理卫生特别助理。他于2019年4月23日由总理伊姆兰·汗任命。
在此之前，他曾在瑞士日内瓦的世卫组织总部领导公共卫生、创新和知识产权团队六年。

## 政治生涯
查化米占曾担任世卫组织东地中海区域办事处卫生保健系统发展主任。他是一名医学博士，毕业于伦敦卫生与热带医学院的发展中国家公共卫生专业，并曾在心理健康领域从事临床工作。在搬到世卫组织总部之前，他还在世卫组织区域办事处担任了7年的基本药物和药物政策区域顾问。在加入世卫组织之前的12年里，他是一个民间社会组织--巴基斯坦消费者保护网络--的创始执行主任。
他在公共和私营卫生部门的国家、区域和全球各级拥有长期的工作经验。他广泛旅行、出版书籍，并为改善许多国家的公共卫生作出了贡献。
2020年7月29日，他宣布辞去总理卫生问题特别助理一职。随后，總理接受了辞呈。

## 人物事件
2020年7月6日，他的新冠肺炎检测結果呈阳性。